# José de Carabantes
José Velázquez Fresneda, O.F.M. Cap. (řeholním jménem: José de Carabantes, česky: Josef z Carabantes; 27. června 1628 Carabantes – 11. dubna 1694 Monforte de Lemos) byl španělský římskokatolický duchovní, kapucín a misionář.

## Život
Narodil se 27. června 1628 v Carabantes.
Roku 1645 vstoupil do noviciátu kapucínů a přijal řeholní jméno Josef z Carabantes. Po studiu teologie byl roku 1652 vysvěcen na kněze. Horlivě se věnoval apoštolátu mezi věřícími a cítil touhu stát se misionářem mezi nevěřícími. Pochyboval však o svých schopnostech a silách. Svou touhu svěřil Maríi de Jesús de Ágreda, která ho podpořila a poradila mu, aby místo misie nechal vybrat své představené.
O několik let později dorazili do Španělska dva kapucínští misionáři z Cumaná (Venezuela), aby obhájili svou misii před panovníkem. Panovník misii nejen schválil, ale také se ji snažil posílit dalšími kapucínskými misionáři, mezi nimiž byl i José de Carabantes. Na podzim roku 1657 připlul s dalším společníkem na Isla de Margarita, kde museli čekat na příjezd ostatních misionářů. Využil příležitosti kázat v lidových misiích v městských centrech Cumaná a Caracasu, kde se věnoval kázání a péči o postižené morem.
Následně dostal příležitost kázat Karibům, kteří byli známí svou krutostí. Dostal se blízko k mučednické smrti. Carabantes se začal učit jejich jazyk, který navzdory obtížnosti zvládl natolik, že pro ostatní misionáře sepsal gramatiku Ars addicendi atque docendi idiomata a slovník Lexicon, seu vocabularium verborum, adverbiorum etc. Podařilo se mu přivést ke křesťanské víře pět náčelníků.
Po devíti letech v Americe se musel vrátit do Španělska, aby obhajoval misionáře, kteří byli falešně pomluveni. Před korunou i papežským dvorem hájil pravdu a čest svých misionářů. Chystal se vrátit do Venezuely, ale představení mu nařídili zůstat ve Španělsku. Zemřel 11. dubna 1694 v Monforte de Lemos.

## Proces svatořečení
Proces byl zahájen 24. srpna 1910 v diecézi Lugo.